# 얼머낵

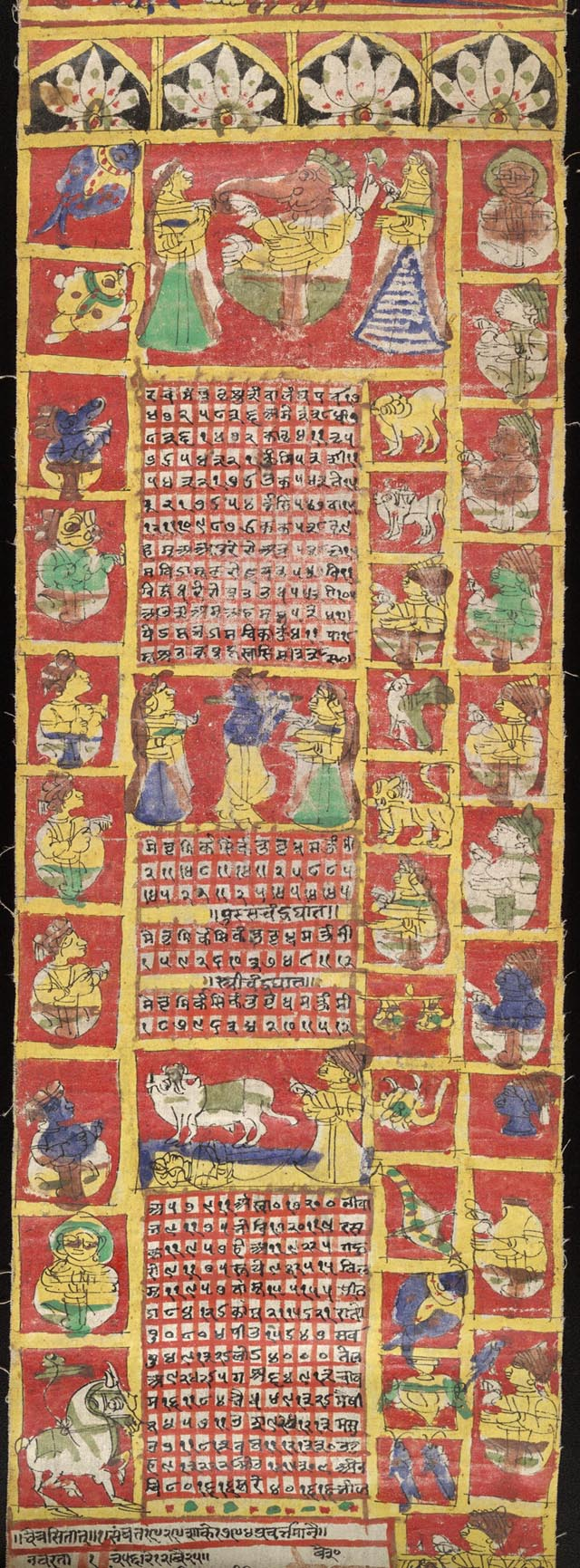

얼머낵(almanac)은 주로 달력에 따라 정렬되어 있는, 기상 정보, 농부들의 정식기(定植期), 조위표, 도표 정보와 같은 정보가 포함된 한 해에 한 차례 발행하는 출판물이다. 천문학 데이터 및 다양한 통계를 얼머낵에서 볼 수 있는데, 이를테면 해와 달이 뜨고 지는 시간, 식, 만조 시간, 교회 축제 등이 포함된다.

## 같이 보기
- 연감